# Tabouret Stool 60
Le tabouret Stool 60 (ou Stool 60 ou tabouret modèle 60) est un tabouret design conçu par le designer finlandais Alvar Aalto en 1933. Le Stool 60 est caractérisé par ses 3 pieds et sa fabrication en contreplaqué et bouleau cintré. Objet emblématique du travail d'Alvar Aalto, du design finlandais et de la culture moderne, le Stool 60 est toujours commercialisé par Artek et est régulièrement exposé dans des institutions muséales dédiées au design ou aux arts décoratifs.

## Description
Le Stool 60 est un tabouret imaginé par le designer finlandais Alvar Aalto en 1933 ,. Il est présenté pour la première fois par le designer lors d'une exposition consacrée au travail du bois, la Wood Only Exhibition, à Londres la même année.
Le Stool 60 est commercialisé par Artek. Sa production a été standardisée et s'est faite en masse dès les années 1930,. Plusieurs millions de tabourets modèle 60 ont été produits depuis son lancement,,. Il s'agit de l'objet le plus vendu par l'entreprise.
Contrairement aux tabourets tubulaires et métalliques de l'époque, le Stool 60 est fait en contreplaqué et en bouleau,,. Reprenant l'approche esthétique et technique d'Otto Korhonen, certains éléments sont cintrés afin d'obtenir les formes arrondies caractéristiques de l'objet,,. Les pieds du tabouret sont vissés directement au revers de l'assise, ce qui limite la complexité du système de visserie.
Depuis les années 1930, les modèles 60 d'Artek sont fabriqués dans l'entreprise de menuiserie Korhonen à Turku. Depuis 2011, les tabourets peuvent également être produits dans une seconde menuiserie finlandaise achetée par Artek.
Entièrement en bois, des valeurs comme le respect de l'écologie sont associées au tabouret Stool 60.
Sur le plan esthétique, le Stool 60 est constitué d'une assise ronde, soutenue par 3 pieds caractéristiques,,. Une version avec 4 pieds, le modèle 60E, a également été développée sans rencontrer de succès.
Sur le plan fonctionnel, le Stool 60 est considéré comme un siège léger, facilement empilable et offrant une grande polyvalence d'utilisation. Sa matière ainsi que les processus de fabrication en font également un objet résistant.

## Référence culturelle

### Objet emblématique
Le Stool 60 est considéré comme un objet emblématique du travail d'Alvar Aalto dans le domaine du design, reprenant les caractéristiques du fonctionnalisme architectural, du style international et du minimalisme. Le finlandais concevait son approche artistique dans perspective sociale et esthétique, souhaitant rendre accessibles à la population des objets modernes, pratiques et esthétiques. La grande fonctionnalité du tabouret ainsi que son esthétique simple et épurée lui ont permis de s'imposer auprès du public et des acheteurs,,,.
Artek propose des séries spéciales du tabouret pour marquer certains évènements. Ainsi, pour les 80 ans du modèle 60, des tabourets dont l'assise est coloriée en noir, blanc, jaune, orange ou vert sont conçus par Mike Meiré en référence au travail chromatique d'Alvar Aalto pour le sanatorium de Paimio,.
Plusieurs enseignes d'ameublement ont proposé des tabourets copiant l'esthétique du modèle 60, à l'image d'Ikea,. L'entreprise Artek, dépositaire de l'héritage conceptuel et artistique d'Alvar Aalto, se montre critique envers ces démarches. Outre les différences de qualité entre les produits, Artek explique que ces inspirations ou copies peuvent à long terme affaiblir la réputation du design et du patrimoine scandinave. Toutefois, Artek pointe aussi que la popularisation de produits proches de ceux d'Artek par des enseignes concurrentes bénéficie aussi à la diffusion de ce patrimoine.

### Expositions et créations artistiques
Devenu une référence culturelle, le tabouret Stool 60 est régulièrement présenté lors d'expositions consacrées au design ou au travail d'Alvar Aalto.
Plusieurs artistes ou designers ont proposé des réinventions ou des évolutions du Stool 60. Les responsables d'Artek indiquent que ces réappropriations artistiques ont débuté dès les années 1940. Outre les propositions de versions colorées du modèle 60, des tabouret usant de matières différentes (ex : du formica ou du liège) ou de traitements particuliers du bois ont été créés.
À l'occasion des 80 ans du modèle, Astrid Klein et Mark Dytham proposent une installation basée sur le Stool 60 dans un magasin de Ginza en 2013 puis New York l'année suivante. Les deux artistes empilent plusieurs tabourets reprenant le modèle 60 avec une taille augmentée et des coloris en plusieurs teintes vertes,.
L'artiste Barbara Kruger propose en 2019 une version du tabouret intégrant un collage avec un message provocateur sur son assise et des couleurs spécifiques pour l'assise et les pieds.
En 2021, le sculpteur Peter Fischli s'inspire de la création de Barbara Kruger et conçoit une variante déguisée du Stool 60. Reprenant les couleurs de la version de l'artiste américaine, il ajoute un t-shirt portant un message qui peut-être déposé sur le tabouret à la convenance des personnes.